# Омутњинск
Омутњинск (рус. Омутнинск) град је у Русији у Кировској области.

## Становништво
| 1939.  | 1959.  | 1970.  | 1979.  | 1989.  | 2002.  | 2010.  |
| ------ | ------ | ------ | ------ | ------ | ------ | ------ |
| 17.383 | 24.789 | 28.777 | 28.497 | 29.248 | 26.065 | 23.615 |